# Ambidextre
Un ambidextre és una persona que pot utilitzar la mà dreta o la mà esquerra amb la mateixa fluïdesa i facilitat davant de qualsevol situació.
Existeixen dos tipus d'ambidextres:
- Aquells que poden utilitzar la mà dreta o esquerra independentment de la situació en què es troben.
- Aquells que utilitzen amb més fluïdesa la mà dreta per a unes situacions i la mà esquerra per a unes altres situacions diferents, de manera que estan condicionats per l'acció que volen realitzar.

Independentment del grup en què es trobin, tots dos són considerats ambidextres per igual.